# أوسكار ريكس
أوسكار ريكس (بالألمانية: Oscar Rex)‏ هو رسام نمساوي، ولد في 26 مارس 1857 في غراتس في النمسا، وتوفي في 8 فبراير 1929 في براغ في التشيك.